# Вау Холланд
Гервард Голланд-Моріц, відомий як Вау Голланд (нім. Herwart Holland-Moritz; 20 грудня 1951, Кассель — 29 липня 2001, Білефельд) — одни із засновників Chaos Computer Club (ССС) в 1981 році, одного з найстаріших у світі хакерських клубів. CCC став всесвітньо відомим завдяки викриттю вад в системі безпеки німецької системи телетексту (Bildschirmtext), відомому також як Btx-Hack (Haspa-Hack). В результаті переповнення буфера в Btx-системі членам CCC стали відомі логін і пароль співробітника Гамбурзького банку. З використанням цих даних за одну ніч ССС вдалося отримати від банку DM 134,000 за багаторазовий доступ до платної Btx-сторінки CCC. Всі гроші були повернуті на наступний день.
Голланд був також одним із засновників хакерського журналу Datenschleuder в 1984 році, тематикою якого були можливості глобальних інформаційних мереж і потужні комп'ютери. Журнал містив схеми для створення власних недорогих модемів. У той час монополістом в області телефонії була Deutsche Bundespost, яка займалася сертифікацією модемів, а також продавала свої — дорогі і повільні. Підрозділ Deutsche Bundespost, яке займалося телекомунікаціями, було приватизовано і тепер називається Deutsche Telekom.
Завдяки участі Голланда в клубі, CCC завоювала популярність і авторитет. Він консультував уряди і приватні організації з питань управління інформацією. Голланд боровся проти захисту від копіювання та будь-яких форм цензури на користь відкритої інформаційної інфраструктури. Він порівнював цензуру з боку деяких урядів з поведінкою католицької церкви в середні віки, а захист від копіювання розглядав як дефект в продукті. В останні роки свого життя він провів багато часу в молодіжному центрі в Єні, навчаючи дітей мистецтву і етики хакерства.
Голланд був радіоаматором. Його позивний був DB4FA.
Голланд помер у Білефельді 29 липня 2001 року від ускладнень, викликаних інсультом головного мозку, що трапилося в травні того ж року.